# Manuel Preciado
Manuel Preciado Rebolledo (El Astillero, 28 augustus 1957 – El Perelló, 7 juni 2012) was een Spaans voetballer en voetbaltrainer.
Preciado speelde als verdediger en was met name succesvol bij Racing Santander. Hij besloot zijn loopbaan bij Gimnástica de Torrelavega waar hij ook zijn trainersloopbaan startte. Zo keerde hij terug bij Racing Santander. Met zowel Levante UD als Sporting Gijón wist hij naar de Primera División te promoveren. Op 6 juni 2012 werd hij aangesteld als trainer van het net gedegradeerde Villareal CF. Een dag later overleed Preciado echter aan een hartstilstand.